# 오트 베타-글루칸

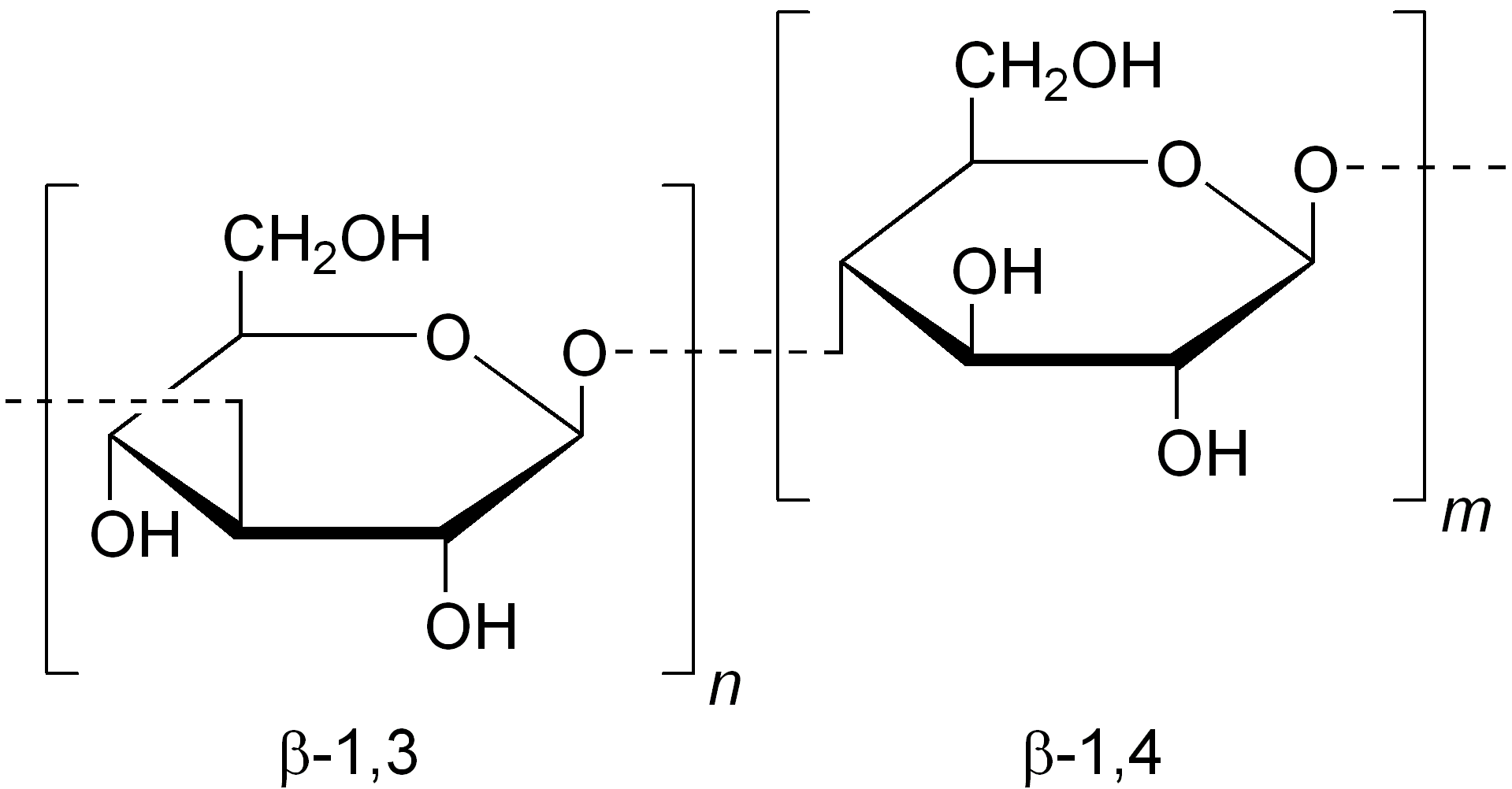
오트 β-글루칸의 반복 구조

오트 β-글루칸(영어: oat β-glucan)은 수용성 식이 섬유의 구성 요소로 식이 기여로 알려진 오트 낟알의 배젖으로부터 추출한 수용성 β-글루칸이다. 혈청 중 콜레스테롤과 저밀도 지질단백질 콜레스테롤을 낮추고 잠재적으로 심혈관계 질환의 위험을 감소시키는 특성으로 인해 오트 β-글루칸은 유럽 식품안전청과 미국 식품의약국에 의해 적격 건강 강조 표시로 지정되었다.

## 같이 보기
- 탄수화물
- 다당류